# Амонали
Амона́ли —  сімейство аміачно-селітряних вибухових речовин, що складаються з суміші амонію нітрату (80—90%), горючою складовою частиною є пудра алюмінію та нітросполуки (тротил, ТЕН, гексоген). Властивості амоналів схожі з властивостями амонітів, але за рахунок наявності алюмінію їх потенційна енергія і температура вибуху значно вищі. Серед промислових вибухових речовин амонали представлені амоналом водостійким та скельними амоналами №3 та №1. Застосовуються також гранульовані амонали, які мають назву ґрамонол.

### Переваги
- Виготовлення без рідкісних реактивів та обладнання.
- Проста технологія виготовлення.
- Витримує удари будь-якої сили, поштовхи і навіть простріл кулею,
- Не чутливий до променя вогню.
- Достатня потужність.

### Недоліки
- Гігроскопічність.
- Низька бризантність.[1]

## Фізико-хімічні властивості
Сріблясті суміші, дають пил на повітрі, у воді частково розчиняється. При нагріванні вище 200°C плавляться і спалахують без детонації. Гігроскопічні. При тривалій трясці чи пересипанні здатні розшаровуватись. Стійкі. У герметичній упаковці можуть зберігатись роками. Активно реагують з кислотами та лугами.
Вибух амоналу не обовязково є детонацією. Розкладання може протікати по типу вибухового горіння, часткової чи згасаючої детонації.

## Деякі типові суміші амоналів
Аммонал - 200 (ВА-4) (водостійкий) NH4NO3 – 80.5%, алюмінієвої пудри – 4.5%, тротил – 15%.
- Фугасність - 410 – 430 мл.
- Швидкість детонації - 4000-4500м/с.
- Теплота вибуху - 1180 ккал/кг.
- Критичний діаметр без оболонки - 12-14 мм.
- Бризантність - 17.5 мм (тротил - 16мм).
- Чутливість до удару - 16-32%.

Являє собою однорідний дрібний порошок сіро-сталевого кольору, малосипкий, має стабільні властивості при зберіганні, непридатний для механізованого заряджання. Випускається в патронах діаметром 31-32 мм для висадження міцних порід будь-якої обводненості.
Аммонал скельний №1 NH4NO3 – 66%, тротил – 5%, гексоген – 24%, алюміній – 5%.
Однорідний порошок сіро-сталевого кольору. Водостійкий, не злежується при зберіганні, надійно детонує. Призначений для прохідницьких робіт у скельних породах. Випускається в патронах діаметром 32 − 36, 60, 90, 100, 120 мм.
- Фугасність 450 − 480 мл.
- Бризантність 22 − 28 мм

Аммонал скельний №3 NH4NO3 – 72%, тротил – 5%, гексоген – 15%, алюміній – 8%.
Використовувався для підривних робіт.
- Фугасність - 450-470 мл.
- Швидкість детонації - 4000-4500 м/с.
- Критичний діаметр без оболонки - 8-10мм.
- Теплота вибуху - 1350ккал/кг.

Однорідний порошок сіро-сталевого кольору, є найпотужнішим з порошкових патронованих вибухових речовин. Не злежується, водостійкий, надійно детонує при діаметрі 24-26 мм. Призначений для висадження міцних порід будь-якої обводненості зарядами зменшеного діаметра. Непридатний для механізованого заряджання. Випускається в патронах великого діаметра. Застосовуються в кар'єрах і шахтах, безпечних за газом і пилом, при висадженні міцних обводнених порід (випускається тільки в патронах діаметром 32—36, 60, 90, 100, 120 мм).
Аммонал М-10  Склад: NH4NO3 – 76%, алюміній – 10%, тротил – 14%. 
- Фугасність 425 мл.
- Швидкість детонації 3800-4800м/с.
- Теплота вибуху 1354ккал/кг.
- Критичний діаметр без оболонки 8-10мм.
- Об'єм продуктів вибуху 791л/кг.
- Чутливість до удару 4-16%.

Minol 2  Склад :NH4NO3 – 40%, алюміній – 20%, тротил – 40%. 
Використовували британці для спорядження боєприпасів (глибинні бомби) під час та після II світової війни. 
- Швидкість детонації 5820 м/с при 1.68 г/см3.
- Бризантність 95% від тротилу (пісочна проба).
- Термічна стабільність у вакуумі 0.105мл газу з 0.25г при 120°З 22ч.
- Фугасність 163% від тротилу.
- Працездатність у балістичній мортирі 143% від тротилу.[3]

Грамонал А-8 Склад : NH4NO3 – 80%, алюміній – 8%, тротил – 12%.
- Фугасність 420–440 мл.
- Швидкість детонації 3800-4000 м/с.
- Критичний діаметр без оболонки 30-40 мм

Грамонал А-45 Склад : NH4NO3 – 40%, алюміній – 45%, тротил – 15%.
- Фугасність 440 – 460 мл.
- Швидкість детонації 5800-6300 м/с.
- Критичний діаметр без оболонки 60-80 мм

№7  Склад : H4NO3 – 79%, алюміній – 8.5%, пентоліт – 11.5%, стеарат – 1.0. 
- Теплота вибуху 5.38 МДж/кг.
- Фугасність 400 мл.
- Швидкість детонації 4300 м/с за щільності 1.15 г/см33.[4]

Використовувався для підривних робіт.
№8 Склад : NH4NO3 – 82.4%, алюміній – 6%, тротил – 10.6%, добавки (мін. олія, стеарати) – 1%.
- Теплота вибуху 5.04 МДж/кг.
- Фугасність 440 мл.
- Швидкість детонації 4400м/с. при щільності. 1.05г/см3.

Для підривних робіт.
№9 Склад : NH4NO3 - 67%, алюміній - 10%, ТЕН - 19%, віск -4% Суміш РНР.
Використовувався для спорядження осколково-фугасних снарядів.
№10 Склад : NH4NO3 – 65%, алюміній – 15%, тротил – 20%. 
Використовувався у боєприпасах.
№11 Склад : NH4NO3 - 25%, алюміній - 25%, тротил - 50%.
Максимальна розрахункова теплота вибуху 7.21 МДж/кг. 
Використовувався для спорядження боєприпасів. 

## Технологія виготовлення
Виготовлення найпростішого амоналу зводиться до змішування складових частин аммоналу в скляній або металевій банці. Можна помішувати суміш ложкою або просто струшувати закриту банку. 

## Застосування
З амоналу можна робити потужніші фугасні, уламкові, протипіхотні вибухові пристрої. Крім того, сімейство амоналів використовується у підривних роботах. Під час другої світової війни амонали використовувались як начиння боєприпасів, замінником тротилу в динаміті. 